# 尤利西斯 (紐約州)
尤利西斯（英語：Ulysses）是一個位於美國紐約州湯普金斯縣的鎮。

## 人口
根據2020年美國人口普查的數據，尤利西斯的面積為95.61平方千米，當中陸地面積為85.18平方千米，而水域面積為10.43平方千米。當地共有人口4940人，而人口密度為每平方千米52人。